# عنبرلو (قشلاق أهر)
عنبرلو (بالفارسية: عنبرلو) هي منطقة سكنية تقع في إيران في قسم قشلاق الریفي. يقدر عدد سكانها بـ 20 نسمة .